# Smlouva ze Súratu (1775)
Smlouva ze Súratu (1775) (6. března 1775) byla smlouvou, kterou za Maráthskou říši uzavřel s Angličany Raghunathrao, jeden z uchazečů o titul Peshwa. Ve smlouvě souhlasil s postoupením území Salsette a pevnosti Bassein Fort ve městě Vasai–Virár Angličanům, výměnou za jeho nastolení jako vládce v Pooně. Následné vojenské operace jsou známé jako První anglo-maráthská válka. Warren Hastings, který se ve funkci generálního guvernéra domáhal práva kontroly nad rozhodnutími bombajské vlády, zrušil Súratskou smlouvu a poslal svého vlastního agenta, aby vyjednal zcela odlišný, nový pakt. Nová smlouva byla uzavřena v Purandháru 1. března 1776.